# کی هانگ
کی هانگ (انگلیسی: Qi Hong؛ زادهٔ ۳ ژوئن ۱۹۷۶) یک بازیکن فوتبال اهل جمهوری خلق چین است.